# Roberto Perrogón
Roberto Perrogón Cordova (Guayaramerín, 23 de mayo de 1978) es un periodista, presentador de televisión, modelo y empresario boliviano. Fue también el Mister Bolivia 1999.

## Biografía
Roberto Perrogón nació el 23 de mayo de 1978 en la localidad de Guayaramerín en la provincia de Vaca Díez en el norte del departamento del Beni. Su familia se trasladó a vivir a la ciudad de Cochabamba cuando Perrogón todavía era apenas un niño. Comenzó sus estudios escolares en 1984, saliendo bachiller el año 1995 en Cochabamba.
Perrogón es uno de los pocos periodistas bolivianos que ingresó al mundo del modelaje masculino, empezando el año 1994 cuando apenas era un jovenzuelo de 16 años de edad para esa época. Durante su adolescencia Roberto ya empezaba a modelar prendas de ropas masculinas para tiendas masculinas de la ciudad de Cochabamba, inclusive Perrogón llegó a formar parte de la agencia de modelos masculino "La Mesón".

### Mister Bolivia 1999
En el año 1999 y siendo todavía apenas un joven de 21 años de edad para aquella época, Perrogón participó del certamen de belleza masculino "Mister Bolivia" donde salió elegido como el Mister Bolivia 1999. Con ese título, representó a Bolivia en el Mister Internacional llevado a cabo en la India. No salió ganador del concurso, pero clasificó entre los primeros 9 postulantes  más atractivos del mundo durante ese año. 
Después de haber participado en el Mister Internacional, se le abrieron las puertas para que pueda ingresar a los medios comunicación. 
Ingresó a la televisión boliviana cuando ganó un casting realizado por la Red ATB el año 2000. Estuvo también un tiempo trabajando en la Red Unitel y también como presentador en la Red PAT. El año 2010, volvió a trabajar en la Red ATB junto a Ninozka Crespo y otros presentadores de televisión.
El año 2008 y con 30 años de edad, Roberto Perrogón contrajo matrimonio con Lourdes Guillén Giacomán con la cual tuvo 3 hijos.

### Incidentes de Tránsito
La carrera periodística de Perrogón se ha visto seriamente afectada por los diferentes incidentes de tránsito que ha protagonizado en la ciudad de Cochabamba. 
El año 2015, la policía boliviana lo encontró caminando por las calles de Cochabamba de la zona norte en estado de ebriedad, en su defensa, Perrogón dijo que había salido de su casa solamente para comprar Coca Cola. Fue arrestado y llevado a dependencias policiales.
El 29 de octubre de 2017, mientras se encontraba en la zona norte manejando su vehículo particular en estado de ebriedad, Perrogón chocó contra un semáforo y lo tumbó, provocando así un accidente de tránsito. Logró salir ileso del accidente, pero por segunda vez fue arrestado por la policía boliviana y llevado a dependencias de Tránsito. Al día siguiente y frente a las cámaras de televisión, Perrogón pidió disculpas a toda la población boliviana, en especial a la población cochabambina, por conducir su automóvil en completo estado de ebriedad y prometió que no volvería suceder de nuevo.  
Pero apenas habían pasado 2 años, cuando el 17 de enero de 2019, la policía boliviana lo encontró a Perrogón manejando otra vez su automóvil particular en estado de ebriedad y sin licencia de conducir. La policía lo arrestó nuevamente por tercera vez y fue llevado a celdas en dependencias de tránsito.
El 25 de abril de 2019, la policía boliviana encontró a Roberto Perrogón manejando su vehículo con una licencia de conducir suspendida. Aunque esta última vez ya no se encontraba en estado de ebriedad, igualmente fue arrestado por cuarta vez por la policía siendo llevado otra vez a celdas de dependencias de tránsito

### Caso Jhasmani Torrico
El 20 de mayo de 2019, el abogado Jhasmani Torrico (quien se encontraba acusado de extorsión y tortura) acusó directamente al periodista Roberto Perrogón por haber cometido supuestamente el delito de secuestro. Según Jhasmani Torrico, el periodista Perrogón le había pedido a él secuestrar a su 
primo para recuperar una caja fuerte, 80 mil dólares y un reloj rolex que éste le había robado tiempo atrás. 
En respuesta a estas acusaciones, Roberto Perrogón señaló que es víctima de difamaciones y calumnias por parte del abogado torturador. Negó la existencia de este supuesto plan de secuestro a un primo y afirmó que es una venganza en su contra por haber revelado ante toda la opinión pública del país los videos donde aparece el abogado Jhasmani Torrico torturando a sus propios clientes los cuales dieron inicio al proceso judicial contra Torrico.

## Carrera política
El 30 de julio de 2019, a sus 41 años de edad, Roberto Perrogón fue proclamado como candidato a alcalde del municipio de Cochabamba por su propio partido independiente denominado PRO-gresista.